# Polytechnique Montréal
Pour les articles homonymes, voir EPM et École Polytechnique.
Polytechnique Montréal (anciennement École Polytechnique de Montréal) est un établissement d'enseignement supérieur d'ingénierie fondé en 1873, affilié à l'Université de Montréal, localisé à Montréal, au Québec.
En plus de ses programmes de baccalauréat en génie (sanctionnant quatre années d'enseignement après le diplôme d'études collégiales propre au Québec), l'établissement propose des formations de deuxième et troisième cycle universitaire. Elle est l'une des institutions les plus importantes pour la recherche en génie au Canada.

## Histoire
Polytechnique Montréal est l'une des plus grandes facultés d'ingénierie au Canada, et la plus grande au Québec,. Depuis sa fondation en 1873, cette institution d'enseignement de langue française forme des ingénieurs qualifiés. Ses diplômés ont pris part aux grands travaux de génie du Québec du XXe siècle, comme la construction des grands barrages.

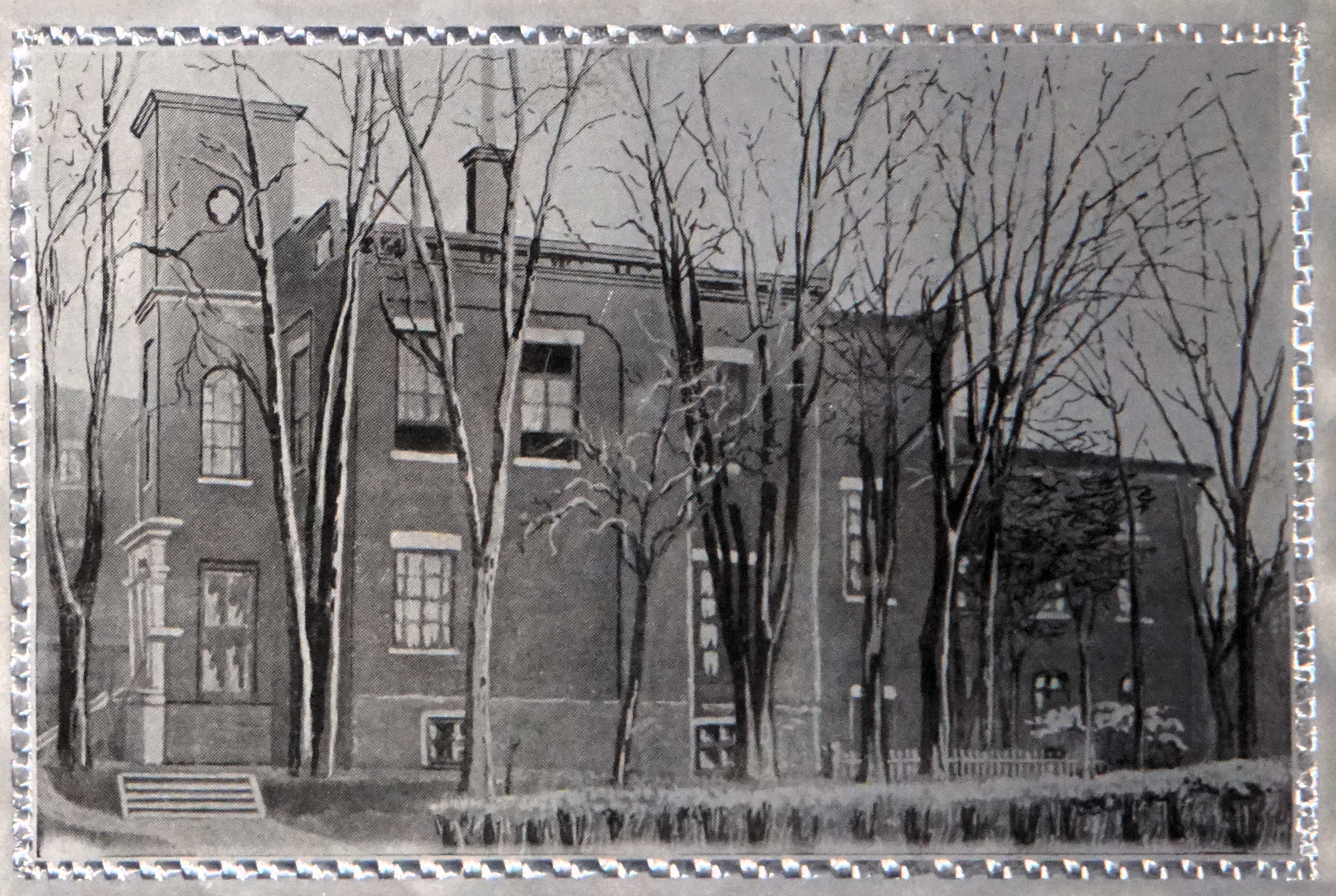
Photo gravée sur un cadre-souvenir du septième banquet annuel (1903).
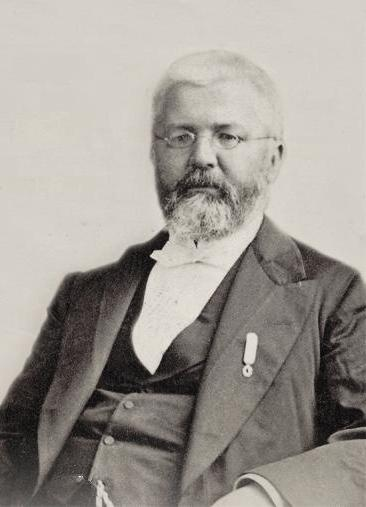
Urgel-Eugène Archambault.
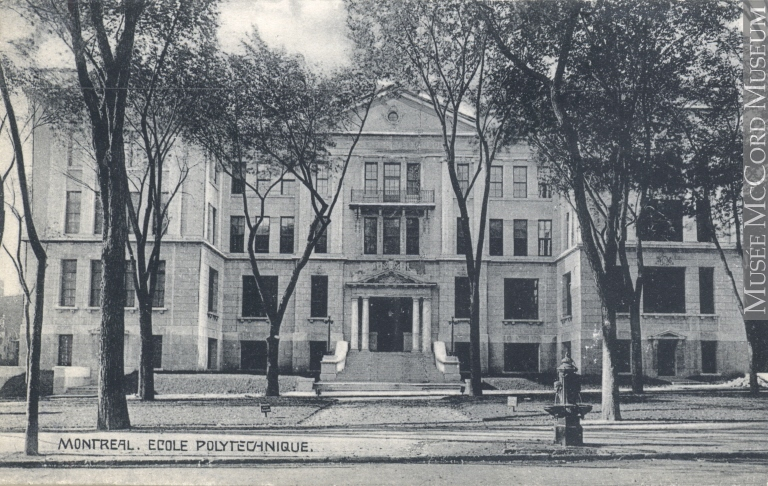
228, rue Saint-Denis, vers 1910.

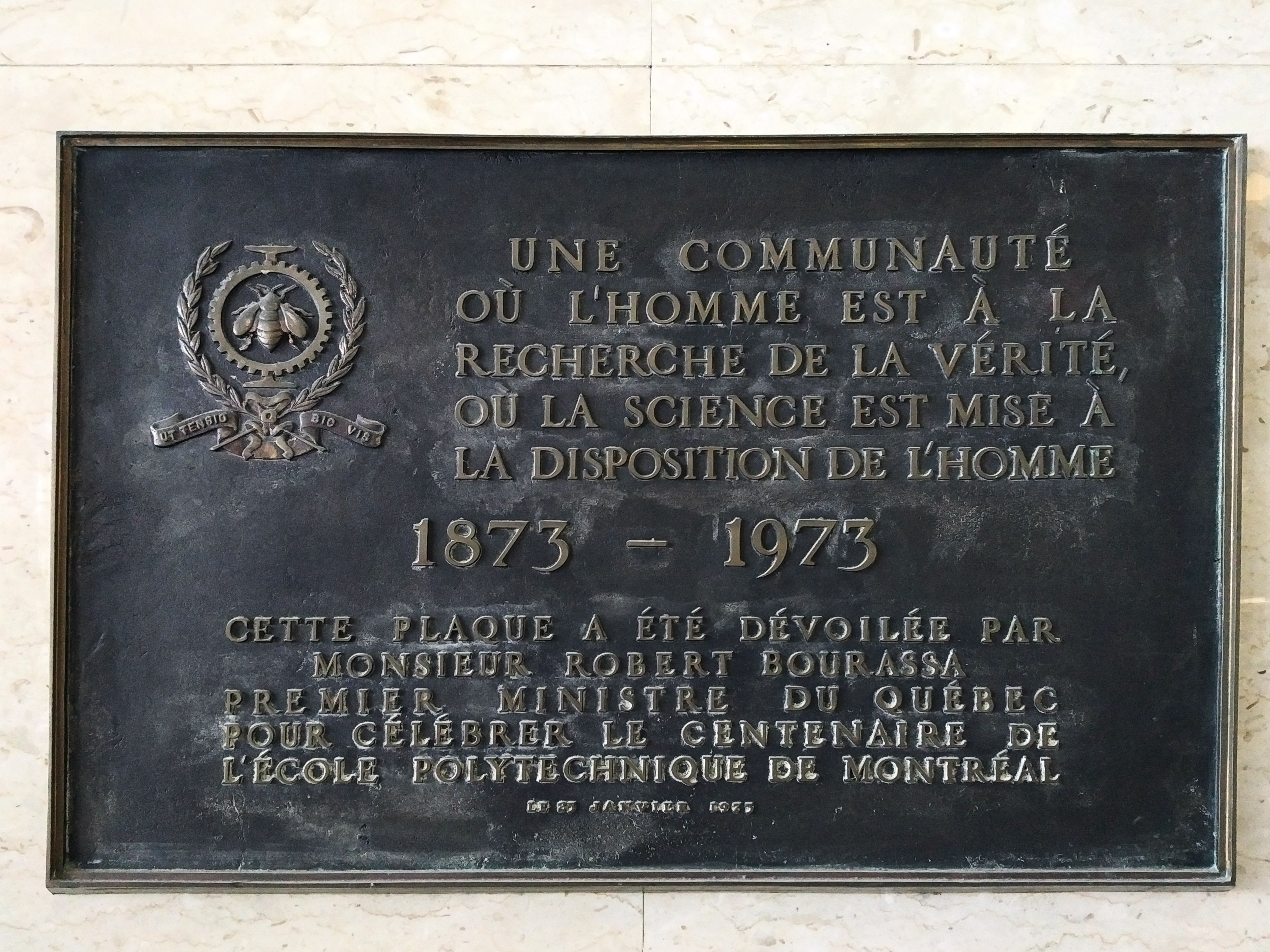
Plaque commémorant le centenaire de l'institution, dans le hall d'entrée.

Polytechnique Montréal, nommée ainsi en référence à l'École polytechnique de Palaiseau, fut fondée par Urgel-Eugène Archambault avec le soutien du gouvernement de Gédéon Ouimet pour enseigner le dessin technique et les autres arts utiles. À cette époque, l'établissement avait pour nom « École des sciences appliquées aux arts et à l'industrie » et ne reçut son titre officiel que trois ans plus tard, lorsqu'il fut reconnu par le gouvernement du Québec. L'enseignement était dispensé dans une maison convertie de la rue Saint-Denis. L'école fit ensuite construire un édifice au 228 rue Saint-Denis (aujourd'hui le pavillon Athanase-David de l'UQAM) et s'y installa en 1905.
En 1920, Polytechnique Montréal s'affilia à l'Université de Montréal. Elle s'établit en 1958 à son emplacement actuel au sein du campus de l'Université de Montréal sur le mont Royal. Le bâtiment originel fut agrandi en 1975 puis en 1989. De nouveaux pavillons furent mis en chantier en 2003. Le pavillon J.-Armand Bombardier, consacré aux nanosciences, fut inauguré en 2004. Les deux pavillons Lassonde, bâtiments certifiés LEED, ouvrirent leurs portes en 2005.
Le 6 décembre 1989, 13 étudiantes et une employée furent tuées lors de la tuerie de l'École polytechnique de Montréal. Cet événement, qui marqua profondément les esprits au Québec, fit l'objet d'un film par Denis Villeneuve, intitulé Polytechnique et projeté en 2009.
En 2001, Polytechnique Montréal fonda le Centre interuniversitaire de recherche sur le cycle de vie des produits, procédés et services (CIRAIG) en collaboration avec l’Université du Québec à Montréal.
En juillet 2006, l'École Polytechnique de Montréal modifia son nom d'usage en «Polytechnique Montréal», assorti d'un logo.

## Organisation
Polytechnique Montréal dispense son enseignement dans plusieurs spécialités de l'ingénierie et réalise près du quart de la recherche universitaire dans ces domaines au Québec.[réf. souhaitée]

### Départements et institutions
Polytechnique Montréal comprend sept départements: génie chimique; génie électrique; génie informatique et génie logiciel; génie mécanique; génie physique; mathématiques et génie industriel; ainsi que le département de génie civil, géologique et des mines. L'école comprend aussi un institut de génie biomédical et de génie nucléaire.

## Activités

Pays ayant au moins une université partenaire pour le programme d'échange de Polytechnique Montréal.

Polytechnique Montréal fournit une formation universitaire en ingénierie à tous les niveaux d'étude. L'accent est mis sur les valeurs humaines et la réalisation de recherches pertinentes, formant ainsi la base des programmes de maîtrise et de doctorat.
Cette formation est conçue en tenant compte des besoins du milieu industriel et de la société. L'établissement veille à avoir un rayonnement intellectuel et social en favorisant les interactions avec les partenaires externes dans le pays et à l'international.

### Formation
- 12 programmes de génie du 1er cycle (baccalauréat d'enseignement supérieur) et 15 spécialités des cycles supérieurs (la maîtrise, soit deux ans après le baccalauréat supérieur, et le doctorat, d'une durée de trois ans après l'obtention d'une maîtrise).
- Des formations intensives, des soupers-conférences, des certificats ou des formations en entreprise et des programmes d'échanges internationaux.

### Recherche
Polytechnique Montréal offre une formation de deuxième et troisième cycle. Elle est l'une des plus importantes institutions de recherche en génie au Canada,. L'établissement dispose de:
- 95 millions de dollars de budget annuel[17];
- 87 projets d'infrastructures de recherche;
- 39 chaires de recherche et plus de 60 unités de recherche;
- 40 laboratoires de recherche;
- 3 pôles d’excellence sectoriels: l’aérospatial et les transports; le multimédia, l’informatique et les télécommunications; la science et le génie du vivant;
- 3 pôles d’excellence thématiques : les matériaux de pointe et les nanotechnologies; la science et le génie des systèmes ; l’énergie, l’environnement et le développement durable;
- 151 technologies en valorisation, 64 brevets détenus, 35 déclarations d'invention par an.

### Entrepreneuriat
Le Centre Entrepreneurship HEC-Poly-UdeM encourage les entrepreneurs du milieu universitaire en offrant le plus important financement du Canada en plus d'autres services comme de l'aide au démarrage d'entreprises ou des bourses totalisant 100 000 $[réf. nécessaire].
- 32 entreprises fondées, amenant la création de 440 emplois directs et de 120 emplois indirects.
- 84 étudiants entrepreneurs, avec un chiffre d'affaires annuel de 36 millions de dollars.

### Diplômes décernés
De 2005 à 2015, 2 000 mémoires de maîtrise et thèses de doctorat dirigés par des professeurs de Polytechnique ont été rédigés et plus de 10 000 publications scientifiques et techniques ont été publiées par des professeurs et des chercheurs de Polytechnique[réf. nécessaire].
En 2010-2011, 618 étudiants au baccalauréat, 231 étudiants en maîtrise et 80 étudiants au doctorat ont obtenu leur diplôme[réf. nécessaire].
En 2017-2018, Polytechnique Montréal a décerné 880 diplômes de baccalauréat, 155 diplômes de certificat, 33 diplômes de second cycle, 450 diplômes de maîtrise et 115 diplômes de doctorat (PhD).

### Répertoire des publications scientifiques et techniques
Le Répertoire des publications scientifiques et techniques de Polytechnique Montréal, aujourd'hui intégré au dépôt institutionnel PolyPublie, recense la majorité des publications produites par les professeurs et les chercheurs de l'institution. En date de mai 2025, c'est près de 57 000 publications qui y sont recensées.

## Campus

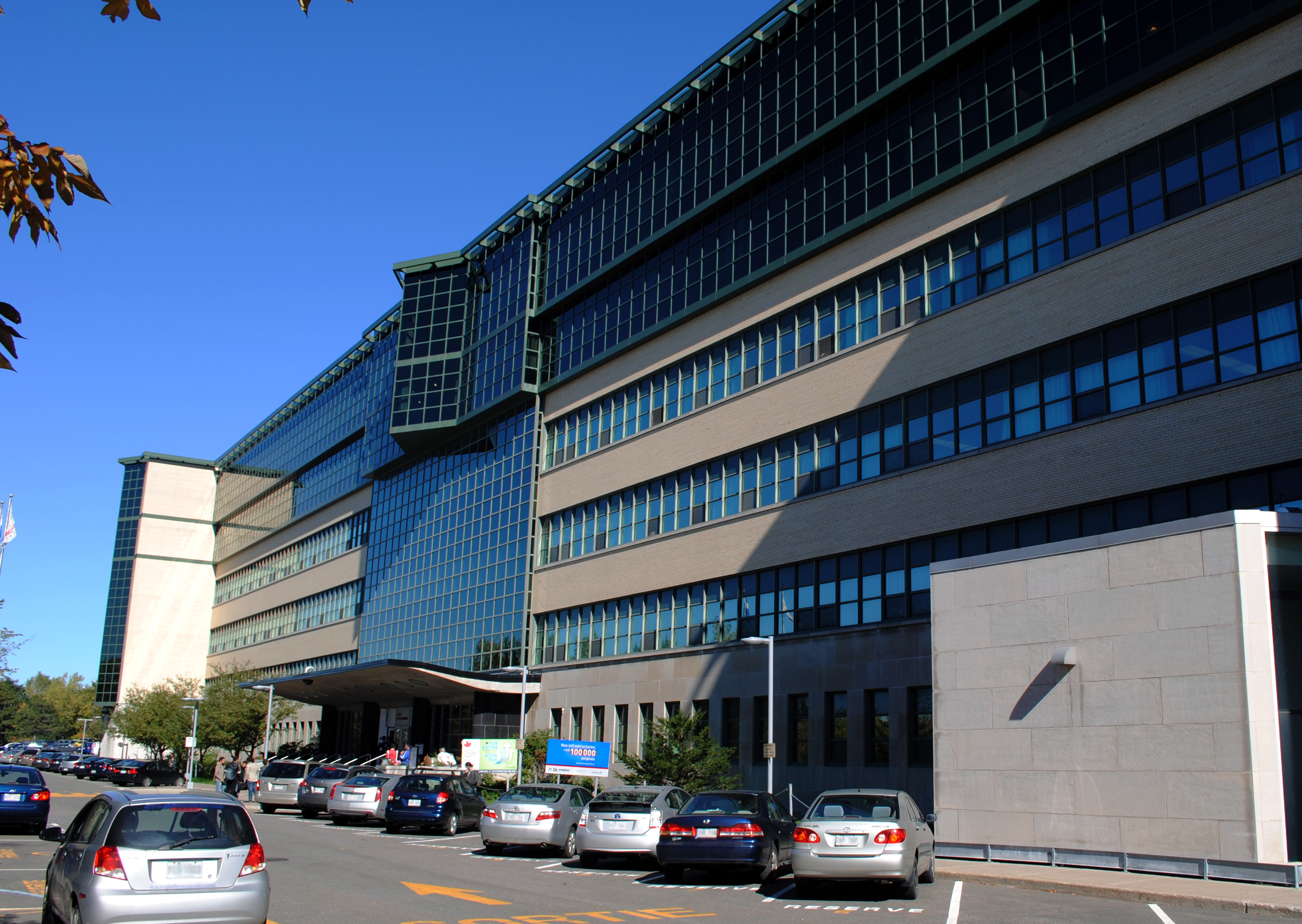
Le pavillon principal de Polytechnique Montréal.

Polytechnique se situe sur le site de l'Université de Montréal et comporte quatre campus : 
- le pavillon principal est le premier bâtiment construit et accueille près de 8 000 étudiants chaque année ;
- les pavillons Claudette-Mackay-Lassonde et Pierre-Lassonde, inaugurés en 2005, ont été les premiers « bâtiments durables » érigés par un établissement d'enseignement supérieur au Québec[réf. nécessaire][20]. L'édifice abrite les départements de génie informatique et génie logiciel, de génie électrique, la Bibliothèque[21] et le service informatique ;
- le pavillon André-Aisenstadt de l'Université de Montréal facilite la collaboration entre les professeurs de Polytechnique Montréal et de l’Université de Montréal en hébergeant des équipes de recherche multidisciplinaires relevant des départements de génie électrique, de génie informatique, de génie chimique et de mathématiques et génie industriel;
- le pavillon Joseph-Armand Bombardier, regroupant des chercheurs de Polytechnique et de l'Université de Montréal, abrite des laboratoires destinés à la recherche sur les nanomatériaux et de nanostructures dans les domaines de l’électronique, de la conversion de l’énergie ainsi que des senseurs et actuateurs. Il loge aussi l'incubateur J.-Armand-Bombardier, un centre d'émergence d'entreprises dérivées qui vise à supporter le prédémarrage d'entreprises technologiques;
- le bâtiment du Centre des technologies de fabrication en aérospatiale est l'un des cinq laboratoires de l'Institut de recherche aérospatiale du Conseil national de recherches Canada (CNRC).

## Vie étudiante

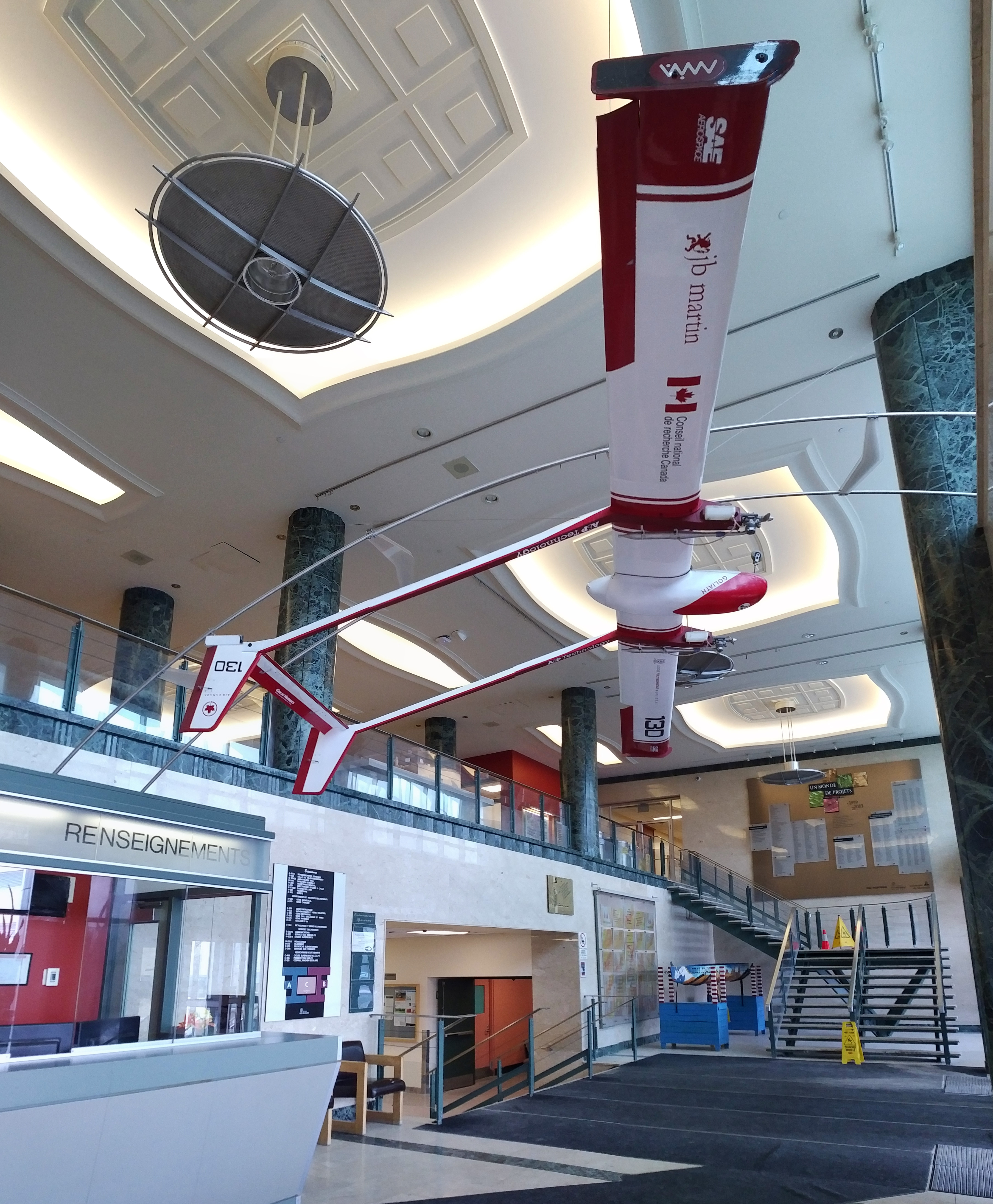
Le hall d'entrée de Polytechnique Montréal en 2017. L'avion-cargo Goliath, un appareil conçu par les étudiants de Polytechnique Montréal, y est exposé.

La vie étudiante de Polytechnique Montréal s'articule autour de ses deux associations étudiantes: l'Association étudiante de Polytechnique (AEP) et l'Association des étudiants des cycles supérieurs de Polytechnique (AECSP). Celles-ci coordonnent des clubs, comités culturels, techniques et autres évènements sociaux,.

### Arts et événements
Poly-Show et Poly-Party assurent l'organisation et la logistique de la majorité des fêtes étudiantes et des événements à grand déploiement de l'université. Polytechnique Montréal compte aussi sa troupe de théâtre, Poly-Théâtre, son groupe d'humour, Allo-Poly, ainsi que PolyJam, comité consacré aux musiciens et organisant des cours de guitare et plusieurs spectacles.
Chaque programme de génie possède aussi un comité à l'éducation élu annuellement par les étudiants des programmes respectifs. Ils représentent les étudiants auprès du corps professoral et de la direction. De plus, ils organisent des événements sociaux stimulant la cohésion ainsi que des événements éducatifs et professionnels. On peut citer des visites en milieu industriel, des conférences ou l'envoi de délégations lors de divers congrès.
Polytechnique Montréal abrite également 18 sociétés techniques. Composées majoritairement d'étudiants au baccalauréat d'enseignement supérieur, ces équipes parascolaires visent la réalisation de projets technologiques en vue de participer à diverses compétitions d'ingénierie.

### Grands projets d'ingénierie des diplômés de Polytechnique
De 1930 à 1934, onze ingénieurs diplômés de Polytechnique Montréal (Olivier Lefebvre, Yvan Vallée, J.-A. Beauchemin, Paul Brodeur, J.-A. Brunet, Charles Tremblay, François Valiquette, Armand Léger, Robert Guay, Gérard Lacasse et Henri Lavoie) deviennent les premiers ingénieurs québécois à enjamber le Saint-Laurent par la construction du Pont Honoré-Mercier. Les ingénieurs civils de Polytechnique se sont également illustrés via les travaux de Bernard Lamarre, incluant entre autres la Place Bonaventure, le 1000 De La Gauchetière, le pont-tunnel Louis-Hippolyte-La Fontaine, l'autoroute Ville-Marie et le Stade olympique de Montréal.

## Personnalités liées

### Professeurs
- Aristide Beaugrand-Champagne, architecte.
- Ernest Cormier, architecte, ingénieur, professeur et aquarelliste québécois.
- Joseph Obalski, ingénieur minier.

### Diplômés

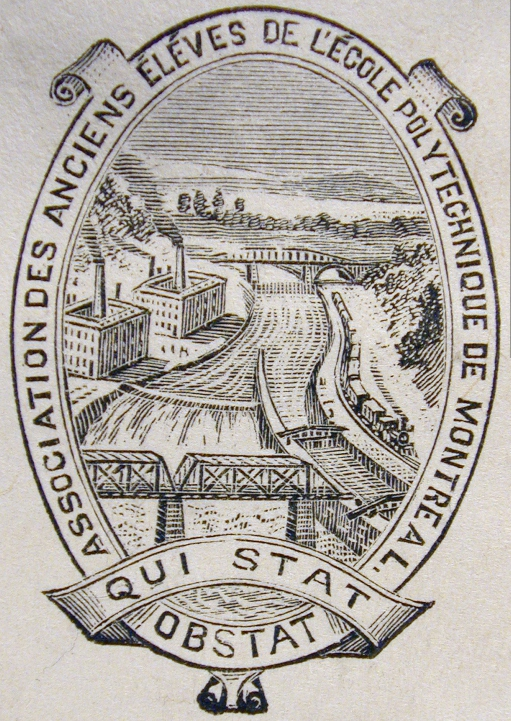
Emblème de l'association des anciens élèves au XIXe siècle.

- Augustin Frigon (Po 1909), directeur des études (1923-1935) et principal de l'École polytechnique de Montréal (1936-1952).
- Alphonse Bélanger, ingénieur civil promotion 1910, professeur et directeur de l'École technique de Montréal de 1911 à 1937.
- Aristide Beaugrand-Champagne, architecte.
- Dominique Anglade (Po 1996), femme politique et femme d'affaires.
- Louis Audet (Po 1974), ingénieur en génie électrique (électronique et communication), M.B.A., président et chef de la direction de COGECO inc. et Cogeco Câble inc[28]. Il est président du conseil de la Fondation et Alumni de Polytechnique Montréal depuis octobre 2019[29].
- Haroun Bouazzi, député à l'Assemblée nationale du Québec.
- Robert A. Boyd (Po 1944), un des premiers diplômés francophones à rejoindre Hydro-Québec, en décembre 1944.
- Micheline Bouchard (Po 1969) a occupé des postes de direction chez Motorola Canada, Motorola Inc. à Chicago et chez ART Recherches et Technologies Avancées Inc.
- Jean-Jacques Archambault, ingénieur de Hydro-Québec et pionnier des lignes de transport électriques à 735 kV.
- Pierre Dufour, directeur général délégué à Air liquide.
- Bernard Lamarre, ingénieur civil et ancien Président-directeur général de Lavalin.
- Pierre Lassonde, ingénieur et président de Franco-Nevada Corporation, mécène du Musée national des beaux-arts du Québec (MNBAQ).
- Claudette Mackay-Lassonde, ingénieure renommée en génie énergétique.
- Adrien Pouliot, doyen de la faculté des sciences de l'Université Laval.
- David Saint-Jacques, astronaute à l'Agence spatiale canadienne.
- Paul-Aimé Sauriol (en) (Po 1955), cofondateur de la firme Desjardins+Sauriol (Dessau).
- Michèle Thibodeau-DeGuire, ingénieure et présidente du Conseil d'administration de Polytechnique Montréal entre 2013 et 2020.
- Thierry Vandal, PDG d'Hydro-Québec de 2005 à 2015.
- Camille A. Dagenais.
- Jessica Medza Allogo, ingénieure et entrepreneure gabonaise
- Samir Sammoun (en), ingénieur et artiste peintre.
- Soufiane Tekaya, Ministre du Tourisme tunisien

### Non-diplômés
- Justin Trudeau, Premier ministre du Canada[30].
- Jean-Paul Riopelle, peintre québécois[31].
- Réjean Ducharme, auteur québécois.
- Paul Houde, comédien et animateur[32].